# Imunometabolismus
Imunometabolismus je poměrně nová vědecká disciplína, která se zabývá interakcí mezi buněčným metabolismem a funkcí imunitních buněk. Změny v metabolismu vyvolávají změny v imunitních funkcích, zároveň různé imunitní mediátory mohou ovlivnit metabolismus buněk. Díky technologickým pokrokům v posledních desetiletích bylo možné začít studovat imunologii a metabolismus ne jako oddělené disciplíny, ale jako vzájemně propojené procesy s obousměrnou regulací a velkým významem i pro klinický výzkum. Nicméně, tato disciplína je ve svých počátcích a vliv metabolismu na imunitní funkce bude do budoucna jistě velkým tématem.
Mezi základní, a také nejvíce prozkoumané, dráhy buněčného metabolismu patří glykolýza, pentózofosfátová dráha (z angličtiny pentose-phosphate pathway, PPP), citrátový cyklus, oxidativní fosforylace, oxidace mastných kyselin (β oxidace) a syntéza mastných kyselin. Různé typy imunitních buněk využívají různé metabolické dráhy jako zdroj energie pro svou funkci. I v rámci jedné buňky může dojít ke změně v metabolického fungování, přičemž jednou z nejvýznamnějších změn je přesmyk na preferenční využívání glykolýzy při aktivaci prozánětlivých imunitních buněk. Tento přesmyk je provázen zvýšením příjmu glukózy do buněk, zvýšením produkce laktátu, a naopak snížením aktivity oxidativní fosforylace. Preferenční využívání glykolytického metabolismu i za přítomnosti kyslíku bylo pojmenováno jako Warburgův efekt, který byl nejprve pozorován u nádorových buněk a později bylo objeveno, že je to i obecný jev provázející aktivaci imunitních buněk, zejména těch s prozánětlivým působením. Největším přínosem přesmyku na zdánlivě méně výhodný metabolismus je rychlé generování ATP a meziproduktů využitelných pro biosyntetické dráhy. 

## Úvod do buněčného metabolismu
Glykolýza začíná transportem glukózy do buněk, následuje řada enzymatických reakcí, které katalyzují přeměnu glukózy až na pyruvát. Čistým výtěžkem glykolýzy jsou 2 molekuly ATP, 2 molekuly pyruvátu a 2 molekuly NADH. Z glykolýzy odbočuje pentózofosfátová dráha (PPP), v níž jsou meziprodukty glykolýzy přeměňovány sérií reakcí za vzniku ribóz a redukovaných koenzymů NADPH, které jsou využity při syntéze nukleotidů a mastných kyselin. Za anaerobních podmínek je pyruvát metabolizován enzymem laktát dehydrogenázou na laktát za současné regenerace NAD+. Laktát je transportován ven z buňky, důsledkem čehož dochází k okyselení extracelulárního prostředí.
Za aerobních podmínek vstupuje pyruvát ve formě acetyl-CoA do citrátového cyklu probíhajícího v mitochondriích. Citrátový cyklus je cyklus enzymatických oxidací a dekarboxylací, jejichž cílem je přeměna intermediátů za vzniku oxidu uhličitého, redukovaných koenzymů (NADH a FADH2) a ATP. Redukované koenzymy jsou nakonec reoxidovány ve vnitřní membráně mitochondrií v dýchacím řetězci. Dýchací řetězec je tvořen čtyřmi komplexy oxidoreduktáz, které katalyzují reoxidaci redukovaných koenzymů, uvolnění elektronu a pumpování protonů do mezimembránového prostoru. Elektrony jsou transportovány komplexy dýchacího řetězce až na komplex IV, kde jsou předány na kyslík za vzniku vody. Pumpováním protonů vzniká protonový gradient, který slouží jako zdroj energie pro aktivitu ATP syntázy a tvorbu ATP v procesu oxidativní fosforylace. Celkově tedy jedna molekula glukózy může dát vzniku 36 molekulám ATP.
Kromě glukózy mohou jako zdroj energie sloužit mastné kyseliny, které jsou metabolizovány procesem β oxidace až na acetyl-CoA, který opět vstupuje do citrátového cyklu. Posledním zdrojem energie pro buňku představují aminokyseliny (například glutamin), které také mohou vstupovat do citrátového cyklu.

## Metabolismus T lymfocytů
Za klidového stavu využívají T lymfocyty jako zdroj energie zejména oxidativní fosforylaci. V případě aktivace a signalizace přes receptor T lymfocytů (TCR) dochází k významným změnám v buněčném metabolismu. Zásadní je přesmyk z oxidativní fosforylace na aerobní glykolýzu (glykolýzu probíhající za normoxie). Po aktivaci T lymfocytů dochází ke zvýšení exprese genů asociovaných s příjmem glukózy a glykolýzou. Na zvýšení exprese glykolytických genů se podílí transkripční faktory Myc a HIF-1α. Glykolýzu podporuje i signalizace přes mTOR komplexy. Všechny tyto dráhy jsou asociovány zejména s proliferací a diferenciací prozánětlivých subtypů T buněk.
Z jakého důvodu je aktivace T lymfocytů spojena s přesmykem na energeticky méně výhodnou glykolýzu je stále otázkou debat. Jedním z hlavních důvodů je vysoký nárok aktivovaných T buněk na biosyntetické dráhy, zejména syntézu nukleotidů a lipidů, pro efektivní proliferaci klonů T buněk. Právě glykolýza slouží jako zdroj intermediátů pro biosyntézy. Při aktivaci T lymfocytů je zvýšena aktivita PPP, která také dodává substráty pro biosyntézy. Nedávné studie ukazují, že glykolytické enzymy mohou mít i jiné, alternativní funkce kromě svého působení v glykolytické dráze. Například enzym glyceraldehyd-3-fosfát dehydrogenáza se může za nepřítomnosti glukózy vázat na mRNA kódující prozánětlivý cytokin IFNγ, a tím inhibovat jeho translaci. V případě, že je glukózy v buňce dostatek, zapojuje se tento enzym do glykolýzy a mRNA pro IFNγ se uvolňuje a může být translatována. Další alternativní rolí glykolytických enzymů je jejich schopnost transportu do jádra a ovlivnění transkripce genů v procesu zvaném „moonlighting“.
Aktivované T lymfocyty využívají i glutamin jako alternativní zdroj energi, který je důležitý zejména pro proliferaci prozánětlivých subtypů pomocných T lymfocytů Th1 a Th17.
Nároky na syntézu plasmatických membrán jsou po aktivaci T lymfocytů obrovské, proto upregulace syntézy mastných kyselin podporuje diferenciaci a proliferaci T lymfocytů. Naopak dochází k potlačení β oxidace. Kromě biosyntézy membrán jsou mastné kyseliny důležité i pro signalizační události provázející aktivaci T buněk. Pro efektivní lokalizaci cytosolických proteinů účastnících se signalizací k membráně je zásadní jejich posttranslační modifikace (palmitoylace, myristylace), na které mají podíl právě mastné kyseliny.
Přestože u aktivovaných T buněk dochází k přesmyku na glykolýzu, mitochondriální metabolismus stále zůstává kritickou součástí buněčného metabolismu.
Oproti efektorovým T lymfocytům, o kterých byla řeč výše, regulační T lymfocyty spoléhají spíše na oxidativní fosforylaci a β oxidaci. Na druhou stranu se zdá, že pro indukci regulačního fenotypu je důležitá mTOR signalizace spojená s dočasným zvýšením glykolýzy.
Situace je jiná i u paměťových T lymfocytů. Tyto buňky jsou dlouho žijící a udržují pouze bazální proliferaci, nicméně musí být schopné po opětovném rozpoznání antigenu rapidní reaktivace. Ukazuje se, že paměťové buňky mají specifický metabolismus, využívající převážně oxidativní fosforylaci a β oxidaci. Kromě β oxidace vykazují i de novo syntézu mastných kyselin a udržují takzvaný futilní cyklus zatím z nepotvrzených důvodů.

## Metabolismus B lymfocytů
V průběhu vývoje B lymfocytů v kostní dřeni se střídají metabolicky vysoce aktivní stádia, vyznačující se proliferační aktivitou a spoléhající se zejména na zvýšenou aktivitu glykolytické dráhy a oxidativní fosforylace, a metabolicky klidová stádia. Zralé B lymfocyty poté představují zase klidová stádia charakterizovaná nízkou metabolickou aktivitou.
Situace se však zásadně mění s aktivací B lymfocytů. Signalizace přes receptor B lymfocytů (BCR) vede ke zvýšení aktivity glykolýzy i oxidativní fosforylace. V průběhu aktivace dochází ke zvýšení exprese glykolytických enzymů a glukózových transportérů (například GLUT1) s následnou upregulací PPP, zvýšená je i biosyntéza mitochondrií. Pokud B lymfocyt neobdrží sekundární kostimulační signál od folikulárních T buněk, dochází vlivem zvýšené intracelulární koncentrace vápenatých iontů a produkce reaktivních oxidativních radikálů (ROS) k poškození mitochondrií a k smrti buňky. Kostimulační signál je tedy esenciální pro stabilní aktivaci B lymfocytů.
I další reakce B buněk v germinálních centrech jsou provázeny změnami v metabolismu. Germinální centrum je tvořeno tmavou zónou, kde dochází k proliferaci a somatické hypermutaci, a světlou zónou, kde B buňky kompetují o antigen vystavený na folikulárních dendritických buňkách (DC) a pomoc od T buněk. Světlá zóna představuje hypoxické prostředí, což vede ke stabilizaci HIF-1α a preferenčnímu využívání glykolýzy. Poté, co B lymfocyt s vysoce afinním BCR rozpozná antigen a obdrží kostimulaci od folikulárních T buněk, dochází k upregulaci       c-Myc a výraznému zvýšení aktivity glykolýzy i oxidativní fosforylace, z důvodu zvýšených energetických nároků pro proliferaci.
Následuje diferenciace B buněk na plazmatické buňky produkující protilátky, nebo na paměťové B lymfocyty. Plazmatické buňky vzhledem k masivní produkci protilátek musí zvýšit svou metabolickou aktivitu, příjem glukózy a aminokyselin. Oproti tomu, podobně jako paměťové T lymfocyty, paměťové B lymfocyty vykazují klidový stav s preferenčním využíváním oxidativní fosforylace a β oxidace.
Obdobně jako u T lymfocytů, i regulační subtyp B lymfocytů vykazuje odlišný metabolismus oproti ostatním typům B lymfocytů. Po jejich aktivaci dochází ke zvýšení exprese transportérů glukózy a glykolytických enzymů, což je regulováno zejména HIF-1α. Produkce hlavního imunosupresivního cytokinu interleukinu (IL)-10 regulačními B lymfocyty je také závislá na metabolismu cholesterolu.

## Metabolismus dendritických buněk
Za klidového stavu využívají dendritické buňky (DC) oxidativní fosforylaci. Po aktivaci DC přes pattern recognition receptory (PRR) dochází ke zvýšení příjmu glukózy a aktivity glykolýzy. Kromě toho dochází i k upregulaci syntézy mastných kyselin. Za zvýšenou aktivitou této dráhy pravděpodobně stojí zvýšená potřeba po syntéze membránových lipidů, hlavně pro syntézu membrán endoplazmatického retikula (ER). Aktivace DC vede k významné produkci proteinů, což může vést k zahlcení systémů podílejících se na efektivním sbalení proteinů a hromadění těchto nesprávně sbalených proteinů v buňce. Buňka má pro tyto situace obranné mechanismy zvané unfolded protein response (UPR). V ER jsou senzory rozpoznávající nesbalené proteiny a podílí se na zvýšení syntézy mastných kyselin pro posílení syntézy membrán ER, což vede k rezoluci stresu a umožní přežití buňky. Zároveň je posílena i PPP, která dodává NADPH potřebné právě pro syntézu mastných kyselin.

## Metabolismus makrofágů
Velmi zjednodušeně se dají makrofágy rozdělit do dvou populací, které se zásadně liší svými efektorovými funkcemi, expresí povrchových molekul, ale i metabolismem. Prozánětlivé M1 makrofágy jsou indukovány prozánětlivými cytokiny a složkami mikroorganismů, podílí se na aktivaci imunitní odpovědi prvního typu a jsou schopné degradovat pohlcené mikroorganismy. Naproti tomu, protizánětlivé M2 makrofágy jsou aktivovány IL-4 nebo IL-13 a účastní se potlačení zánětu, hojení tkání a fibrotizaci. Pro M1 makrofágy je zásadní upregulace glykolýzy obdobně jako u ostatních prozánětlivých imunitních buněk. Dochází ke zvýšení exprese GLUT1 a zvýšení aktivity glykolýzy a PPP. Důležitou roli v upregulaci glykolýzy hraje isoenzym M2 pyruvát kinázy (PKM2), který se jednak podílí na průběhu glykolýzy, jednak může translokovat do jádra a stabilizovat HIF-1α, čímž podporuje glykolytický a prozánětlivý program M1 makrofágů. Zvýšená aktivita PPP je důležitá pro správnou funkci prozánětlivých makrofágů, konkrétně NADPH je využíváno k tvorbě ROS při respiračním vzplanutí a likvidaci fagocytovaných patogenů. Navíc slouží k tvorbě antioxidantů, které brání rozvoji oxidačního stresu v buňce.
Dalším specifikem metabolismu M1 makrofágů je narušení normálního průběhu citrátového cyklu a hromadění meziproduktů tohoto cyklu. Prvním z nich je citrát, který je ve zvýšené míře transportován z mitochondrií do cytosolu. Citrát zde slouží jako zdroj pro syntézu mastných kyselin, může být využit ke zvýšené tvorbě oxidu dusnatého (NO), prostaglandinů nebo itakonátu, což jsou všechno efektorové molekuly M1 makrofágů. Dalším meziproduktem, který se akumuluje u M1 makrofágů, je sukcinát. Sukcinát slouží jako inhibitor prolyl-4- hydroxylázy, jehož inhibice vede ke stabilizaci HIF-1α a produkci mimo jiné prozánětlivého IL-1β.
M2 makrofágy se naopak vyznačují zachovaným citrátovým cyklem, aktivní oxidativní fosforylací a zvýšenou aktivitou β oxidace, což je spojováno s jejich spíše protizánětlivým působením.
Významným rozdílem mezi M1 a M2 makrofágy je i způsob metabolismu aminokyseliny argininu. Arginin může být přeměňován dvěma enzymy, arginázou a inducibilní syntázou oxidu dusnatého (iNOS). U M1 makrofágů dochází po aktivaci k upregulaci iNOS, jenž přeměňuje arginin na citrulin a NO, důležitý pro likvidaci patogenů. U M2 makrofágů je zase exprimována argináza, která metabolizuje arginin na ornitin a močovinu, a je spojená spíše s protizánětlivým fenotypem.

## Imunometabolismus parazitárních infekcí
Po celou historii se parazitární infekce  vyvíjely a koexistovaly společně s lidmi, využívajíce složité taktiky k ovlivňování imunitních reakcí hostitele a metabolických drah . Rozluštění složitých mechanismů, které leží v základu těchto infekcí, vyžaduje porozumění interakce mezi metabolismem a imunitou. Obor imunometabolismu, který je stále v plenkách, poskytuje výzkumníkům nový pohled na to, jak parazité ovlivňují imunitní a metabolické systémy svých hostitelů .

### Makrofágy: Využití metabolického reprogramování k současné obraně
Makrofágy jsou první linií obrany proti parazitárním infekcím, protože jsou důležitou součástí vrozené imunity. Imunitní odpověď je determinována dichotomií polarizace makrofágů M1 a M2, z nichž každý je spojen s jedinečnými metabolickými vlastnostmi . Zatímco makrofágy M2, které převládají při chronických helmitních infekcích, udržují mitocondriální respiraci a oxidační fosforylaci (OXPHOS), makrofágy M1 prokazují zvýšenou glykolýzu . Helicopteroides polygyrus a Schistosoma mansoni jsou dva příklady parazitů, kteří způsobují polarizaci M2, což usnadňuje reprogramování lipidového metabolismu a dlouhodobou odolnost proti parazitům .
Známý svou funkcí v lipidovém a glukózovém metabolismu je tumorový supresorový gen fosfatáza a tensin homolog (PTEN), jde o důležitý modulátor . PTEN by mohl být cílem pro zabránění fibróze způsobené druhy Schistosoma, protože potlačuje aktivaci glukolipidového metabolismu vyvolaného parazitem odvozeným rozpustným antigenem vajíčka (SEA), když je nadměrně exprimován .

### Integrace metabolických událostí v prezentaci antigenů dendritickými buňkami
Nejmocnější antigen-prezentující buňky známé jako dendritické buňky (DB), procházejí metabolickými změnami, které jsou klíčové pro jejich aktivaci a vývoj. Diferenciace DB je indukována stimulací GM-CSF a IL-4, která také zvyšuje expresi PGC1α (PPAR-γ kofaktor 1) a PPAR-γ (peroxisomový proliferátor-aktivovaný receptor-γ), což zase podporuje biosyntézu mitochondrií , . Geny pro oxidaci mastných kyselin (FAO) a oxidativní fosforylaci (OXPHOS) jsou zvýšeny v tolerogenních DB , které jsou stimulovány agonisty toll-like receptoru (TLR) , . Složitý vztah mezi metabolismem a imunologickou funkcí v DB během parazitárních infekcí je demonstrován dalším tolerogenním fenotypem, který je produkován aktivací AMP-aktivované kinázy (AMPK) a signalizováním adiponektinu .

### T buňky: Mastné kyseliny, glukóza a glutamin koordinují imunitní odpovědi
Během aktivace T buněk, které jsou klíčovými efektory v adaptivní imunitní odpovědi, procházejí dynamickými metabolickými změnami. Parazity indukující Th2 zvyšují syntézu IL-4, která způsobuje, že se CD4+ T buňky diferencují do Th2 buněk, které mají imunoprotektivní výhody . Uvolňování cytokinů, aktivace T buněk a proliferace závisejí na glukóze, glutaminu a mastných kyselinách. Rovnováha mezi efektorovými T buňkami (ETB) a regulátory T buněk (RTB), která ovlivňuje výsledek parazitárních infekcí, je ovlivněna oxidací mastných kyselin (FAO) .
Metabolické terapie, včetně inhibice syntézy mastných kyselin nebo užití analogů glutaminu, mají terapeutický potenciál v infekcích Plasmodium a Leishmania tím, že zlepšují aktivity efektorových T buněk a snižují parazitemii , .

### Imunoregulační funkce B buněk v parazitárních infekcích
B-lymfocyty, které jsou dobře známé pro tvorbu protilátek, podporují i imunoregulaci. V důsledku jejich expanze v reakci na parazitní infekce produkují regulační B buňky (Bregs) cytokiny, jako jsou TGF-β a IL-10, které zmírňují záněty. Zejména excretory-secretory products (ESP), které jsou produkovány parazity, způsobují diferenciaci Bregs pomocí metabolického přeprogramování zprostředkovaného PTEN a signalizace TLR-2. , , , )